# Mânio Acílio Avíola (cônsul em 54)
Mânio Acílio Avíola (em latim: Manius Acilius Aviola) foi um senador romano eleito cônsul em 54 com Marco Asínio Marcelo. Sua existência é conhecida praticamente apenas por inscrições. Avíola tem sido identificado como sendo filho de Caio Calpúrnio Avíola, cônsul sufecto em 24.
O imperador Cláudio morreu durante seu mandato e foi substituído por Nero.

## Carreira
Depois do consulado, Avíola foi procônsul da Ásia entre 65 e 66. Segundo o historiador Brian Jones, ele também foi superintendente dos aquedutos de Roma (curator aquarum) entre 74 e 97. Sabe-se que ele ainda estava vivo durante o reinado de Domiciano (r. 81-96) e que seu casou com Édia Servília, uma filha de Marco Servílio Noniano, cônsul em 35. Autoridades mais antigas, como Edmund Groag, também o identificaram como sendo o mesmo Avílio mencionado por Juvenal, mas Gallivan, mais recente, afirma que são duas pessoas diferentes.

## Família
Embora não se saiba se Avíola teve filhos, há um Mânio Acílio Avíola que foi cônsul sufecto em 82 e que, por vezes, é identificado como sendo seu filho, e um Mânio Acílio Avíola, cônsul em 122, que pode ser seu neto.